# Indian Wells Country Club
De Indian Wells Country Club is een countryclub in de Verenigde Staten. De club werd opgericht in 1955 en bevindt zich in Indian Wells, Californië. 
De club beschikt over twee 18-holes golfbaan met een par van 72 en hebben een eigen naam: de "Classic"-baan en de "Cove"-baan. Beide golfbanen werden ontworpen door hun eigen leden. Naast twee golfbanen, biedt de club ook een restaurant en een fitnesscentrum aan.

## Golftoernooien
Voor de heren wordt er alleen gespeeld op de "Classic"-golfbaan en de lengte is 6215 m met een par van 72. De course rating is 71,6 en de slope rating is 128.
- Bob Hope Classic: 1960-2005